# Ostalbkreis
Ostalbkreis is een Landkreis in de Duitse deelstaat Baden-Württemberg. Op 31 december 2020 telde de Landkreis 314.294 inwoners op een oppervlakte van 1.511,57 km². Kreisstadt is de stad Aalen.

## Steden en gemeenten
Steden
1. Aalen
2. Bopfingen
3. Ellwangen (Jagst)
4. Heubach
5. Lauchheim
6. Lorch (Baden-Württemberg)
7. Neresheim
8. Oberkochen
9. Schwäbisch Gmünd

Overige gemeenten
1. Abtsgmünd
2. Adelmannsfelden
3. Bartholomä
4. Böbingen an der Rems
5. Durlangen
6. Ellenberg
7. Eschach
8. Essingen
9. Göggingen
10. Gschwend
11. Heuchlingen
12. Hüttlingen
13. Iggingen
14. Jagstzell
15. Kirchheim am Ries
16. Leinzell
17. Mögglingen
18. Mutlangen
19. Neuler
20. Obergröningen
21. Rainau
22. Riesbürg
23. Rosenberg
24. Ruppertshofen
25. Schechingen
26. Spraitbach
27. Stödtlen
28. Täferrot
29. Tannhausen
30. Unterschneidheim
31. Waldstetten
32. Westhausen
33. Wört

Alb-Donau-Kreis · Baden-Baden · Biberach · Bodenseekreis · Böblingen · Breisgau-Hochschwarzwald · Calw · Emmendingen · Enzkreis · Esslingen · Freiburg im Breisgau · Freudenstadt · Göppingen · Heidelberg · Heidenheim · Heilbronn (stad) · Landkreis Heilbronn · Hohenlohe · Karlsruhe (stad) · Landkreis Karlsruhe · Konstanz · Lörrach · Ludwigsburg · Main-Tauber-Kreis  · Mannheim · Neckar-Odenwald-Kreis · Ortenaukreis · Ostalbkreis · Pforzheim · Rastatt · Ravensburg · Rems-Murr-Kreis · Reutlingen · Rhein-Neckar-Kreis · Rottweil · Schwäbisch Hall · Schwarzwald-Baar-Kreis · Sigmaringen · Stuttgart · Tübingen · Tuttlingen · Ulm · Waldshut · Zollernalbkreis
Aalen ·
Abtsgmünd ·
Adelmannsfelden ·
Bartholomä ·
Böbingen an der Rems ·
Bopfingen ·
Durlangen ·
Ellenberg ·
Ellwangen ·
Eschach ·
Essingen ·
Göggingen ·
Gschwend ·
Heubach ·
Heuchlingen ·
Hüttlingen ·
Iggingen ·
Jagstzell ·
Kirchheim am Ries ·
Lauchheim ·
Leinzell ·
Lorch ·
Mögglingen ·
Mutlangen ·
Neresheim ·
Neuler ·
Obergröningen ·
Oberkochen ·
Rainau ·
Riesbürg ·
Rosenberg ·
Ruppertshofen ·
Schechingen ·
Schwäbisch Gmünd ·
Spraitbach ·
Stödtlen ·
Täferrot ·
Tannhausen ·
Unterschneidheim ·
Waldstetten ·
Westhausen ·
Wört